# 貝內特·帕里
貝內特·史都華·帕里（英語：Bennett Stewart Parry，1991年8月7日—），為美國棒球選手，於2011年選秀由巴爾的摩金鶯於第40輪第1205順位選中，2018年起來台發展，曾經效力於中華職棒中信兄弟，中文登錄名為「班尼特」，守備位置為投手。

## 經歷
- 美國職棒巴爾的摩金鶯（小聯盟，2011年-2015年）
- 美國職棒獨立聯盟林肯鹽狗（Lincoln Saltdogs）（美國協會，2016年）
- 美國職棒獨立聯盟溫尼伯金眼魚（Winnipeg Godeyes）（美國協會，2016年）
- 美國職棒獨立聯盟林肯鹽狗（Lincoln Saltdogs）（美國協會，2017年）
- 美國職棒獨立聯盟長島鴨（Long Island Ducks）（大西洋聯盟，2018年）
- 中華職棒中信兄弟（2018年）

## 職棒生涯成績

### 中華職棒
| 年度 | 球隊     | 出賽 | 先發 | 勝投 | 敗投 | 中繼 | 救援 | 完投 | 完封 | 三振 | 四死 | 責失 | 投球局數 | 自責分率 | 被上壘率 |
| ---- | -------- | ---- | ---- | ---- | ---- | ---- | ---- | ---- | ---- | ---- | ---- | ---- | -------- | -------- | -------- |
| 2018 | 中信兄弟 | －   | －   | －   | －   | －   | －   | －   | －   | －   | －   | －   | －       | －       | －       |
| 合計 | 年       | －   | －   | －   | －   | －   | －   | －   | －   | －   | －   | －   | －       | －       | －       |